# 本郷光道
本郷 光道（ほんごう あきのり、1984年9月4日 - ）は茨城県出身の日本の柔道家。100kg級の選手。身長は184 cm。組み手は左組み。得意技は大内刈。

## 経歴
柔道は父親及び3人の兄の影響で6歳の時に双葉柔道教室で始めた。兄の至道はインターハイ重量級、匡道は学生体重別100kg級でそれぞれ優勝している。愛宕中学から土浦日大高校を経て、2003年には中央大学へ進学すると、1年の時には優勝大会で3位、体重別団体では2位となった。2年の時には学生体重別100kg級の決勝で天理大学の穴井隆将に敗れて2位だった。3年の時には学生体重別決勝で再び穴井に敗れた。4年の時には 講道館杯で3位になった。また、スコットランドで2週間ほど柔道を指導した。これがきっかけで海外に目を向けるようになり、英語の習得に務めるようになった。
2007年にはセコムの所属となると、環太平洋柔道選手権大会で優勝した。実業個人選手権でも決勝で新日鉄広畑の高橋徳三を破って優勝を飾った。2008年には平成管財の所属となった。さらに2009年にはフォーリーフジャパンの所属に変更となると、実業個人選手権では決勝で綜合警備保障の今井敏博を破って優勝した。2010年の実業個人選手権では決勝で旭化成の西潟健太を破って今大会3度目の優勝を飾った。講道館杯では3位だった。2011年の体重別では決勝まで進むが、天理大学職員の穴井に敗れて2位だった。続く全日本選手権では3回戦で前年の優勝者である新日鉄の高橋和彦を支釣込足で破るなど予想外の活躍で準決勝まで進むが、国士舘大学教員の鈴木桂治に合技で敗れたものの3位入賞を果たした。東アジア選手権では個人戦と団体戦で優勝を飾った。
その後、大学の先輩である中村浩之が強い影響力を有するカナダの柔道界に足を踏み入れて、中村が運営するモントリオール志道館で指導に携わる傍ら、経済学や経営学の勉強も始めた。

## 主な戦績
- 2003年　- 優勝大会　3位
- 2003年　- 体重別団体　2位
- 2004年　- 学生体重別　2位
- 2005年　- 学生体重別　2位
- 2006年　- 講道館杯　3位
- 2007年　- 環太平洋柔道選手権大会　優勝
- 2007年　- 実業個人選手権　優勝
- 2008年　- 韓国国際　3位
- 2009年　- ワールドカップ・ウランバートル　2位
- 2009年　- 実業個人選手権　優勝
- 2010年　- 実業個人選手権　優勝
- 2010年　- 講道館杯　3位
- 2011年 -　体重別　2位
- 2011年 -　全日本選手権　3位
- 2011年　- 東アジア選手権　個人戦　優勝　団体戦　優勝

(出典、JudoInside.com)。